# فليكس لوهكيمبير
فليكس لوهكيمبير (بالألمانية: Felix Lohkemper) (26 يناير 1995 بشتوتغارت في ألمانيا - ) هو لاعب كرة قدم ألماني في مركز الهجوم. شارك مع منتخب ألمانيا تحت 16 سنة لكرة القدم ومنتخب ألمانيا تحت 17 سنة لكرة القدم ومنتخب ألمانيا لكرة القدم تحت 18 سنة ومنتخب ألمانيا تحت 19 سنة لكرة القدم ومنتخب ألمانيا تحت 20 سنة لكرة القدم. أما مع النوادي، فقد لعب مع نادي شتوتغارت وفي إف بي شتوتغارت الثاني ونادي هوفنهايم ب ‏.

## وصلات خارجية
- فليكس لوهكيمبير على موقع الاتحاد الأوربي (الإنجليزية)
- فليكس لوهكيمبير على موقع قاعدة بيانات كرة القدم.إي يو (الإنجليزية)
- فليكس لوهكيمبير على موقع Soccerway.com (الإنجليزية)
- فليكس لوهكيمبير على موقع عالم كرة القدم.نت (الإنجليزية)